# Jürgen Werner (labdarúgó, 1935)
Jürgen Werner (Hamburg, 1935. augusztus 15. – Hamburg, 2002. május 28.) nyugatnémet válogatott német labdarúgó, hátvéd.

## Pályafutása

### Klubcsapatban
A Hamburger SV csapatában kezdte a labdarúgást, ahol 1954-ben mutatkozott be az első csapatban. A hamburgi együttessel egy-egy bajnoki címet és nyugatnémet kupa-győzelmet szerzett. 1963-ban vonult vissza az aktív labdarúgástól.

### A válogatottban
1953-ban egy alkalommal az U18-as, 1958-ban az U23-as válogatottban szerepelt. 1961 és 1963 között négy alkalommal szerepelt a nyugatnémet válogatottban és két gólt szerzett. Részt vett az 1962-es chilei világbajnokságon a csapattal.

## Sikerei, díjai
Hamburger SV
- Német bajnokság
  - bajnok: 1959–60
  - 2.: 1956–57, 1957–58
- Nyugatnémet kupa (DFB-Pokal)
  - győztes: 1963
  - döntős: 1956